# Neukirchen bei Lambach
Neukirchen bei Lambach là một đô thị thuộc huyện Wels-Land thuộc bang Oberösterreich, Áo. Đô thị Neukirchen bei Lambach có diện tích 12 km², dân số thời điểm năm 2006 là 848 người.
Bản mẫu:Wels-Land